# Sannat (Creuse)
Sannat é uma comuna francesa na região administrativa da Nova Aquitânia, no departamento de Creuse. Estende-se por uma área de 34 km². Em 2010 a comuna tinha 345 habitantes (densidade: 10,1 hab./km²).